# 대릴 시틀러
대릴 글렌 시틀러(영어: Darryl Glen Sittler, 1950년 9월 18일~)는 캐나다의 은퇴한 아이스하키 선수로 현역 시절 포지션은 센터이다. 1970년부터 1985년까지 내셔널 하키 리그(NHL)의 토론토 메이플리프스, 필라델피아 플라이어스, 디트로이트 레드윙스 소속으로 활동했다. 그는 1989년에 하키 명예의 전당에 헌액되었고 2017년에 "위대한 NHL 선수 100인" 중 한 사람으로 선정되었다.
시틀러는 1976년 2월 7일, 보스턴 브루인스를 상대로 10득점(6골, 4어시스트)을 기록하며 NHL에서 한 경기 최다 득점 기록을 세웠다. 그는 또한 NHL에서 한 경기에서 6골을 넣은 가장 마지막 선수이다.